# King Uncle
Pour plus de détails, voir Fiche technique et Distribution.
King Uncle (किंग अंकल) est un film indien réalisé par Rakesh Roshan, sorti en 1993, inspiré apparemment par le film Annie, sorti en 1982.

## Synopsis
Un riche homme d’affaires, Ashok Bansal, dirige sa famille d’une main de fer en vrai despote. Sa sœur Suneeta et son jeune frère Anil en sont les victimes.
Anil désire épouser une jeune fille, Kavita, de condition inférieure à la sienne. Ce que refuse Ashok. Furieux, Anil quitte la maison définitivement et épouse Kavita. 
Mais pour la pauvre Suneeta, c’est différent. Elle est secrètement amoureuse d’un employé de son frère. Mais celui-ci l’oblige à épouser un autre homme qui ne l'aime pas et l'épouse pour la richesse d'Ashok. À présent, Ashok est seul dans sa grande maison.
Or le hasard met sur le chemin d'Ashok une petite orpheline, Munna, qui vit dans un orphelinat où les enfants sont maltraités. Elle se sauve et se retrouve dans la maison de Ashok. Tout d’abord furieux de cette intrusion, il décide d’héberger la petite fille. L’enfant va se montrer si gaie et adorable que petit à petit Ashok s’adoucit. Mais il doit ramener l’enfant à l’orphelinat. 
De retour chez lui il s’aperçoit qu’elle lui manque. Il décide de l’adopter. 
Il comprend grâce à elle toute l’importance de la famille. Il cherche à se réconcilier avec son jeune frère. Celui-ci lui apprend que leur sœur est très malheureuse avec son mari qui la bat et l’humilie. Ashok ramène sa sœur auprès de lui et entame la procédure de divorce. 
Sa famille réunie de nouveau sous le même toit, il veut officialiser l’adoption de Munna, mais est-on sûr qu’elle n’a plus de parents ?

## Fiche technique
- Titre : King Uncle
- Titre en hindi : किंग अंकल
- Réalisateur : Rakesh Roshan
- Producteur : Rakesh Roshan
- Scénario : Ravi Kapoor, Mohan Kaul
- Dialogue : Anees Bazmee
- Compositeur : Rajesh Roshan
- Photographie : Nadeem Khan
- Montage : Sanjay Verma
- Direction artistique : R. Verman Shetty
- Pays :  Inde
- Langue : Hindi
- Genre : Action, comédie dramatique
- Durée : 171 minutes
- Date de sortie :

 Inde : 5 février 1993

## Distribution
- Jackie Shroff : Ashok Bansal
- Shahrukh Khan : Anil Bansal
- Nagma : Kavita
- Anu Agrawal : Fenni
- Paresh Rawal : Pratap
- Deven Verma : Karim
- Pooja Ruparel : Munna
- Birbil : Le père de Fenni
- Susmita Mukherjee : Shanti
- Deb Mukherjee : Ashok
- Dinesh Hingoo : Chunilal
- Dalip Tahil : Pradeep Mallik